# Xmélek
Xmélek (en rus: Шмелек) és un poble de l'óblast de Kírov, a Rússia, segons el cens del 2010 tenia 5. Pertany al districte d'Arbaj.